# Deutsche Schach-Amateurmeisterschaft

Logo des DSB

Die Deutsche Schach-Amateurmeisterschaft (DSAM, von 2001 bis 2006 Ramada-Treff Cup, von 2006 bis 2017 Ramada Cup) ist ein Schachturnier des Deutschen Schachbundes (DSB) für Spieler mit einer Wertungszahl unter 2300. Die meisten Teilnehmer sind Mitglieder deutscher Schachvereine und damit des Deutschen Schachbunds, die Meisterschaft ist aber auch für Mitglieder ausländischer Vereine und vereinslose Schachspieler offen. Sie wird jährlich im Zeitraum von Oktober bis zum Wochenende nach Fronleichnam im darauffolgenden Jahr ausgetragen.

## Spielmodus

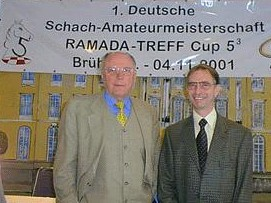
DSB-Präsident Alfred Schlya und NRW-Präsident Jürgen Weyer, 1. Deutsche Schach-Amateurmeisterschaft

Die Meisterschaft wurde anfangs in fünf Gruppen ausgetragen und bestand aus fünf Vorturnieren und einem Finale, für das sich die jeweils fünf besten Spieler jeder Gruppe und jedes Vorturniers qualifizierten. Im Jahre 2006 wurde die Zahl der Vorturniere, Gruppen und Qualifikanten je Gruppe auf sechs, 2017 auf sieben erhöht. Seit 2014 qualifizieren sich zusätzlich die besten weibliche Teilnehmerinnen der Gruppen für das Finale.
Die Gruppeneinteilung basiert hierbei auf der Turnierwertungszahl (TWZ) – entweder der Deutschen Wertungszahl (DWZ) oder der Elo-Zahl. Bis 2017 wurde die höhere Zahl angesetzt, seit 2017 können die Teilnehmer wählen, ob sie nach DWZ oder Elo eingestuft werden.
Die Qualifikationsturniere und das Finale werden in verschiedenen Städten organisiert. Pro Turnier kommen hunderte Teilnehmer für mehrere Tage zusammen; von 2001/02 bis 2005/06 stieg die Gesamtteilnehmerzahl von 1396 auf 1673; 2011/12 nahmen 1916 Spieler teil.

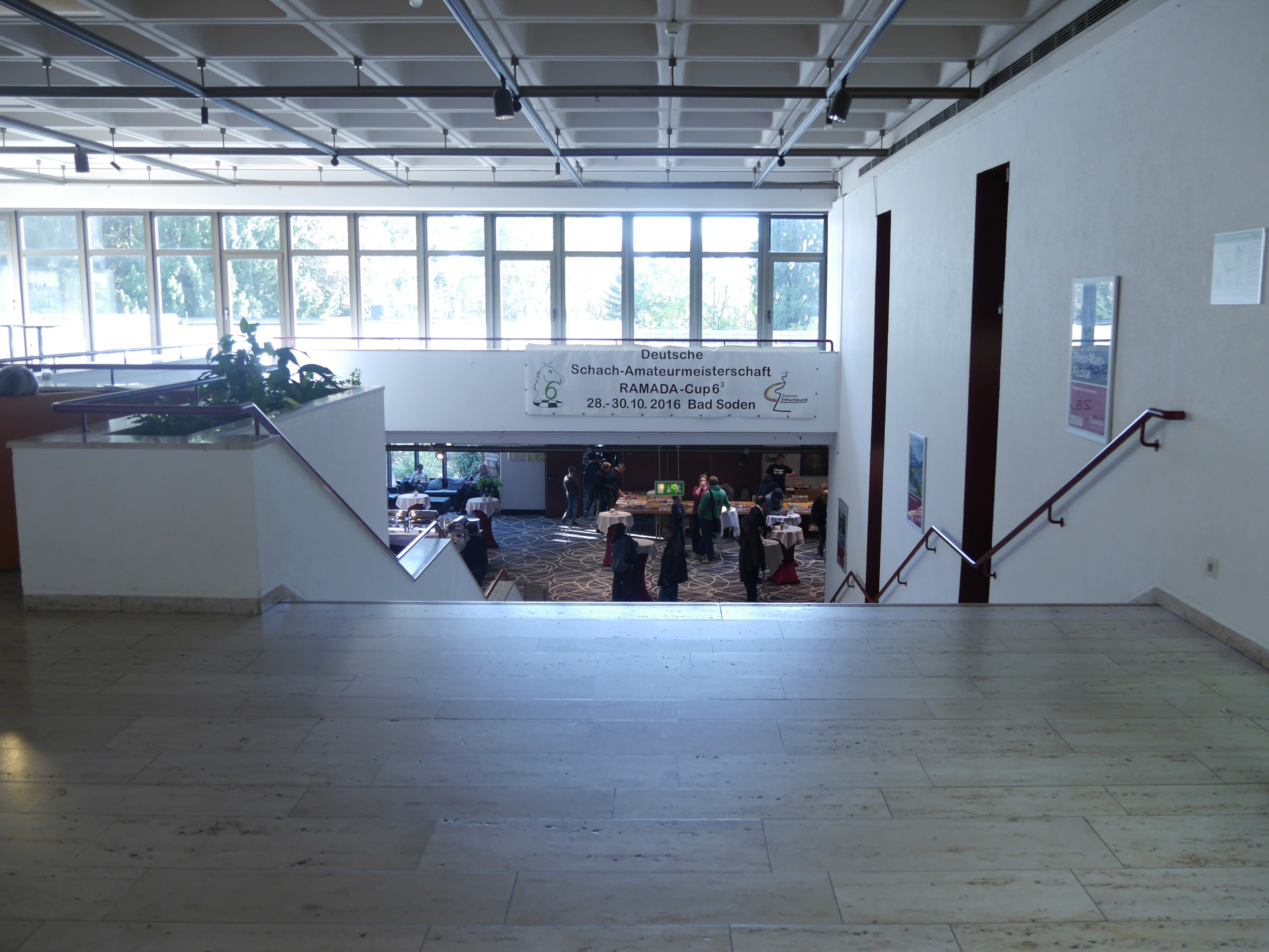
Spielort 2016 in Bad Soden

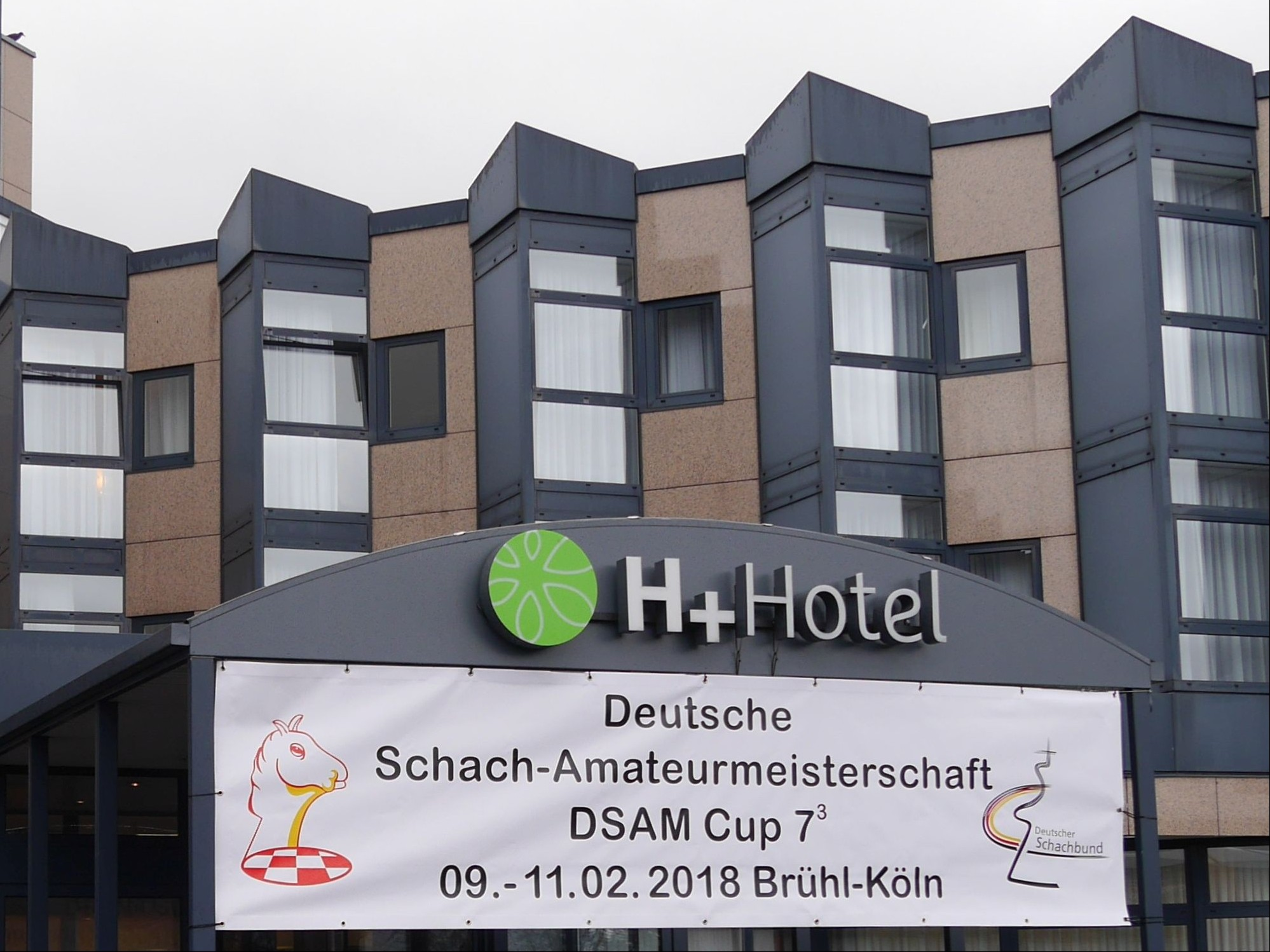
Spielort 2018 in Brühl

## Geschichte

Das Logo der Ramada-Hotels

Die Turnierserie wurde 2001 anlässig des 125. Geburtstag des Deutschen Schachbundes von Dirk Jordan ins Leben gerufen. Als Sponsor konnte die Hotelkette Ramada (später H-Hotels) gewonnen werden. Diese stellt unter anderem einen Großteil der Preise in Form von Hotelgutscheinen zur Verfügung. Das Turnier trug zunächst den Beinamen RAMADA-TREFF Cup, später nur noch RAMADA Cup. Nach der Einstellung der Marke Ramada entfiel der Beiname ab 2017, H-Hotels blieb jedoch zunächst Sponsor.
Im Jahre 2018 kam es zum Bruch des Deutschen Schachbundes (DSB) mit Dirk Jordan, dem unerlaubte Nebenabreden mit den beteiligten Hotels vorgeworfen wurden. Jordan hätte demnach mit den Hotels vereinbart, dass diese einen Anteil der Übernachtungseinnahmen an Vereine spenden, die damit bei Unternehmen der Familie Jordan einkauften. Damit endete auch die Zusammenarbeit mit der Hotelkette H-Hotels. Im September 2018 wurde bekanntgegeben, dass die Turnierserie von einem neuen Organisationsteam in anderen Hotels weitergeführt wird.
Mitte 2024 gab der DSB die Kooperation mit der Maritim-Hotelkette bekannt, die auch in den Jahren zuvor bereits oft als Austragungsstätte fungiert hatte.

### Teilnehmerzahlen
| Saison  | Anz. Vorturniere | Teilnehmer Gesamt             |
| ------- | ---------------- | ----------------------------- |
| 2001/02 | 5                | 1397                          |
| 2002/03 | 5                | 1495                          |
| 2003/04 | 5                | 1675                          |
| 2004/05 | 5                | 1820                          |
| 2005/06 | 5                | 1673                          |
| 2006/07 | 6                | 1946                          |
| 2007/08 | 6                | 1687                          |
| 2008/09 | 6                | 1855                          |
| 2009/10 | 6                | 1746                          |
| 2010/11 | 6                | 1860                          |
| 2011/12 | 6                | 1916                          |
| 2012/13 | 6                | 2065                          |
| 2013/14 | 6                | 2120                          |
| 2014/15 | 6                | 2197                          |
| 2015/16 | 6                | 2258                          |
| 2016/17 | 6                | 2379                          |
| 2017/18 | 7                | 2784                          |
| 2018/19 | 7                | 1315 (nach vier Vorturnieren) |
|         |                  |                               |
| 2023/24 | 7                | 4003                          |
| 2024/25 | 7                | 4134                          |

### Turniere und Amateurmeister
Austragungsorte: Brühl, Aalen, Hamburg, Hannover, Dresden und Leipzig (Finale)
Amateurmeister

Gruppe A: Olaf Steffens (Bremer SG)

Gruppe B: Jan Krensing (SC Stadthagen)

Gruppe C: Stefan Frübing (SV Glückauf Rüdersdorf)

Gruppe D: Gerhard Spaeth (SC Burlafingen)

Gruppe E: Florian Dinger (SV Oberkochen)
spezielle Website:
- Ramada-Treff Cup 2001/2002
- Wie wird man Deutscher Amateurmeister? Bericht von Olaf Steffens

Austragungsorte: Brühl, Aalen, Bad Bramstedt, Hannover, Halle (Saale) und Magdeburg (Finale)
Amateurmeister

Gruppe A: Jan Hendrik de Wiljes (SK Ricklingen)

Gruppe B: Jochen Remy (SF Hillscheid)

Gruppe C: Jürgen Göldenboog (SV Horst 31)

Gruppe D: Sergej Mihajlisev (USV Halle)

Gruppe E: Ines Apelt (SV Höhenkirchen)
spezielle Website:
- Ramada-Treff Cup 2002/2003

Austragungsorte: Brühl, Aalen, Hamburg, Kassel, Magdeburg und Wiesbaden(Finale)
Amateurmeister

Gruppe A: Holger Namyslo (TG Biberach)

Gruppe B: Horst van Bentum (PSV Rostock)

Gruppe C: Fabian Schulenburg (SC Diogenes Hamburg)

Gruppe D: Tim Bendfeldt (TSV Preetz)

Gruppe E: Waldemar Tonn (SG GW 90 Bischofrode)
spezielle Website:
- Ramada-Treff Cup 2003/2004

Austragungsorte: Magdeburg, Aalen, Hamburg, Kassel, Brühl und Hockenheim (Finale)
Anlässlich dessen 75sten Jubiläums des SV 1930 Hockenheim fand das Finale in der Stadthalle Hockenheim statt. Ehrengast war Anatoli Karpow, der am Abend die Preisverleihung vornahm.
Amateurmeister

Gruppe A: Bernd Laubsch (PSV Uelzen)

Gruppe B: Thomas Draeger (SG Kohlscheid 1926)

Gruppe C: Achim Jürgens (SC Diogenes Hamburg)

Gruppe D: Igor Boxberger (SC Turm Rurtal 1932)

Gruppe E: Marius Zeyher (SpVgg Rommelshausen)
spezielle Website:
- Ramada-Treff Cup 2004/2005

Austragungsorte: Magdeburg, Aalen, Hamburg, Brühl, Bad Soden am Taunus und Halle (Saale) (Finale)
Amateurmeister

Gruppe A: Volker Gassmann (SF Katernberg 1913)

Gruppe B: Jens Wulf von Moers (SC Wrist-Kellinghusen von 1979)

Gruppe C: Armin Farmani Anosheh (SK 1962 Ladenburg)

Gruppe D: Sebastian Bachus (SC Burlafingen)

Gruppe E: Udo Mainz (Haan)
spezielle Website:
- Ramada-Treff Cup 2005/2006

Austragungsorte: Halle (Saale), Kassel, Hamburg, Brühl, Aalen, Magdeburg, Bad Soden am Taunus (Finale)
Amateurmeister

Gruppe A: Roland Knechtel (SC Röhrnbach)

Gruppe B: Leander Fink (SV Kinzigtal Erlensee)

Gruppe C: Dietmar Rübsamen (SV Oberursel)

Gruppe D: Slavko Krneta (SK Hermannsburg)

Gruppe E: Adrian Villalba-Weinberg (SG Siebengebirge)

Gruppe F: Ralf Kellerwessel (Kronberg)
spezielle Website:
- Ramada Cup 2006/2007

Austragungsorte: Halle (Saale), Kassel, Hamburg, Brühl, Aalen, Bad Soden am Taunus und Magdeburg (Finale)
Amateurmeister

Gruppe A: Bernd Wronn (FC St. Pauli)

Gruppe B: Artur Reuber (SC Schachelschweine Hamburg)

Gruppe C: André Gersch (SG Schöningen JFZ)

Gruppe D: Lennart Löwe (HSK-Post Hannover)

Gruppe E: Waldemar Tonn (SG GW 90 Bischofrode)

Gruppe F: Marcus Bergmann (Reideburger SV 90 Halle)
spezielle Website:
- Ramada Cup 2007/2008

Austragungsorte: Halle (Saale), Aalen, Hamburg, Brühl, Bad Soden am Taunus, Magdeburg, Kassel (Finale)
Amateurmeister

Gruppe A: Christian Vogel (SK Turm Rheydt 1929)

Gruppe B: Klaus-Peter Wortmann (Schachvereinigung Lüdenscheid)

Gruppe C: Andreas Kleinhenz (Ahnataler SC 1969)

Gruppe D: Markus Hahn (Ahnataler SC 1969)

Gruppe E: Michael Kolesnik (SK Dinkelsbühl)

Gruppe F: Thorben Koop (SV Lingen)
spezielle Website:
- Ramada Cup 2008/09

Qualifikationsturniere
- 20.–22. November 2009 Frankfurt (Oder)
- 18.–20. Dezember 2009 Kassel
- 8.–10. Januar 2010 Hamburg
- 12.–14. Februar 2010 Brühl (Rheinland)
- 12.–14. März 2010 Aalen
- 16.–18. April 2010 Magdeburg

Das Finale
- 13.–15. Mai 2010 Halle (Saale)

Amateurmeister

Gruppe A: Claus Pitschka (SC Garching 1980 e. V.)

Gruppe B: Stefan Hauernherm (SC Braunschweig Gliesmarode v. 1869 e. V.)

Gruppe C: Thomas Baumgarten (SV Lok Leipzig-Mitte)

Gruppe D: Carsten Hecht (Schachklub Blauer Springer Paderborn)

Gruppe E: Nicolai Hauf (SK Leutershausen)

Gruppe F: Erik Kleinsteuber (SV Schmalkalden 04)
spezielle Weblinks zu den Austragungsorten 2009/10
- Frankfurt (Oder)
- Kassel
- Hamburg
- Brühl-Köln
- Aalen
- Magdeburg
- Halle (Saale)

Qualifikationsturniere
- 15.–17. Oktober 2010 Bad Soden am Taunus
- 19.–21. November 2010 Halle (Saale)
- 17.–19. Dezember 2010 Aalen
- 7.–9. Januar 2011 Hamburg
- 4.–6. März 2011 Brühl (Rheinland)
- 8.–10. April 2011 Kassel

Das Finale
- 23.–25. Juni 2011 Magdeburg

Amateurmeister

Gruppe A: Berthold Bartsch (SC Forchheim)

Gruppe B: Markus Hahn (SV CAISSA Kassel)

Gruppe C: Jonas Feldheim (SC Ansbach 1855)

Gruppe D: Christopher Deutschbein (Bille SC von 1924)

Gruppe E: Timur Almeev (Polizei SC Hannover)

Gruppe F: Amina Sherif (SG Solingen)
spezielle Weblinks zu den Austragungsorten 2010/11
- Bad Soden am Taunus
- Halle (Saale)
- Aalen
- Hamburg
- Brühl-Köln
- Kassel
- Magdeburg

Qualifikationsturniere
- 21.–23. Oktober 2011 Bad Soden am Taunus
- 25.–27. November 2011 Frankfurt (Oder)
- 16.–18. Dezember 2011 Aalen
- 6.–8. Januar 2012 Hamburg
- 17.–19. Februar 2012 Brühl (Rheinland)
- 20.–22. April 2012 Magdeburg

Das Finale
- 7.–9. Juni 2012 Halle (Saale)

Amateurmeister

Gruppe A: Hartmut Zieher (Hamburger SK von 1830)

Gruppe B: Marcel Schulz (SG Aufbau Elbe Magdeburg)

Gruppe C: Tim Niklas Bingert (SK Langen)

Gruppe D: Gerhard Albert (SF Barsinghausen)

Gruppe E: Oliver Billing (SC Schwabmünchen)

Gruppe F: Moritz Cejda (USC Magdeburg)
spezielle Weblinks zu den Austragungsorten 2011/12
- Bad Soden am Taunus
- Frankfurt (Oder)
- Aalen
- Hamburg
- Brühl-Köln
- Magdeburg
- Halle (Saale)

Qualifikationsturniere
- 19.–21. Oktober 2012 Bad Soden am Taunus
- 16.–18. November 2012 Magdeburg
- 21.–23. Dezember 2012 Aalen
- 4.–6. Januar 2013 Hamburg
- 8.–10. Februar 2013 Brühl (Rheinland)
- 19.–21. April 2013 Halle (Saale)

Das Finale
- 30. Mai–1. Juni 2013 Kassel

Amateurmeister

Gruppe A: Dmitri Marcziter (Kölner SK Dr. Lasker 1861)

Gruppe B: Christian Friedrich Köhler (Godesberger SK 1929)

Gruppe C: Manfred Weinmann-Musset (Ford-Schachfreunde Köln)

Gruppe D: Sarah Hund (SK Freiburg-Zähringen 1887)

Gruppe E: Detlef Krüger (TSG Rot-Weiß Fredersdorf/Vogelsdorf)

Gruppe F: Axel Eichstädt (FC St. Pauli)
spezielle Weblinks zu den Austragungsorten 2012/13
- Bad Soden am Taunus
- Magdeburg
- Aalen
- Hamburg
- Brühl-Köln
- Halle (Saale)
- Kassel

Qualifikationsturniere
- 25.–27. Oktober 2013 Bad Soden am Taunus
- 22.–24. November 2013 Frankfurt (Oder)
- 20.–22. Dezember 2013 Aalen
- 3.–5. Januar 2014 Hamburg
- 28. Februar – 2. März 2014 Brühl (Rheinland)
- 28.–30. März 2014 Kassel

Das Finale
- 19.–21. Juni 2014 Niedernhausen

Amateurmeister

Gruppe A: Michael Schulz (SC Empor Potsdam 1952)

Gruppe B: Jeremy Moeller (SC 1926 Bensdorf)

Gruppe C: Stefan Schiffer (SV Lendersdorf 57)

Gruppe D: Christian Rahmen (SG Porz)

Gruppe E: Jacob von Estorff (Post SV Uelzen)

Gruppe F: Antonia Ziegenfuß (SV Breitenworbis)
spezielle Weblinks zu den Austragungsorten 2013/14
- Bad Soden am Taunus
- Frankfurt (Oder)
- Aalen
- Hamburg
- Brühl-Köln
- Kassel
- Wiesbaden-Niedernhausen

Qualifikationsturniere
- 24.–26. Oktober 2014 Bad Soden am Taunus
- 21.–23. November 2014 Magdeburg
- 19.–21. Dezember 2014 Aalen
- 9.–11. Januar 2015 Hamburg
- 13.–15. Februar 2015 Brühl (Rheinland)
- 17.–19. April 2015 Kassel

Das Finale
- 4.–6. Juni 2015 Niedernhausen

Amateurmeister
Gruppe A: Matthias Tonndorf (SV Caissa Wolfenbüttel)

Gruppe B: Stefan Schiffer (SV Lendersdorf 57)

Gruppe C: Henrik Meyer (TuRa Harksheide von 1945)

Gruppe D: Annmarie Mütsch (SC Eppingen)

Gruppe E: Ruben Gideon Köllner (SV Bergneustadt/Gersch)

Gruppe F: Mark Bölke (Hamburger SK von 1830)
Amateurmeister der Frauen

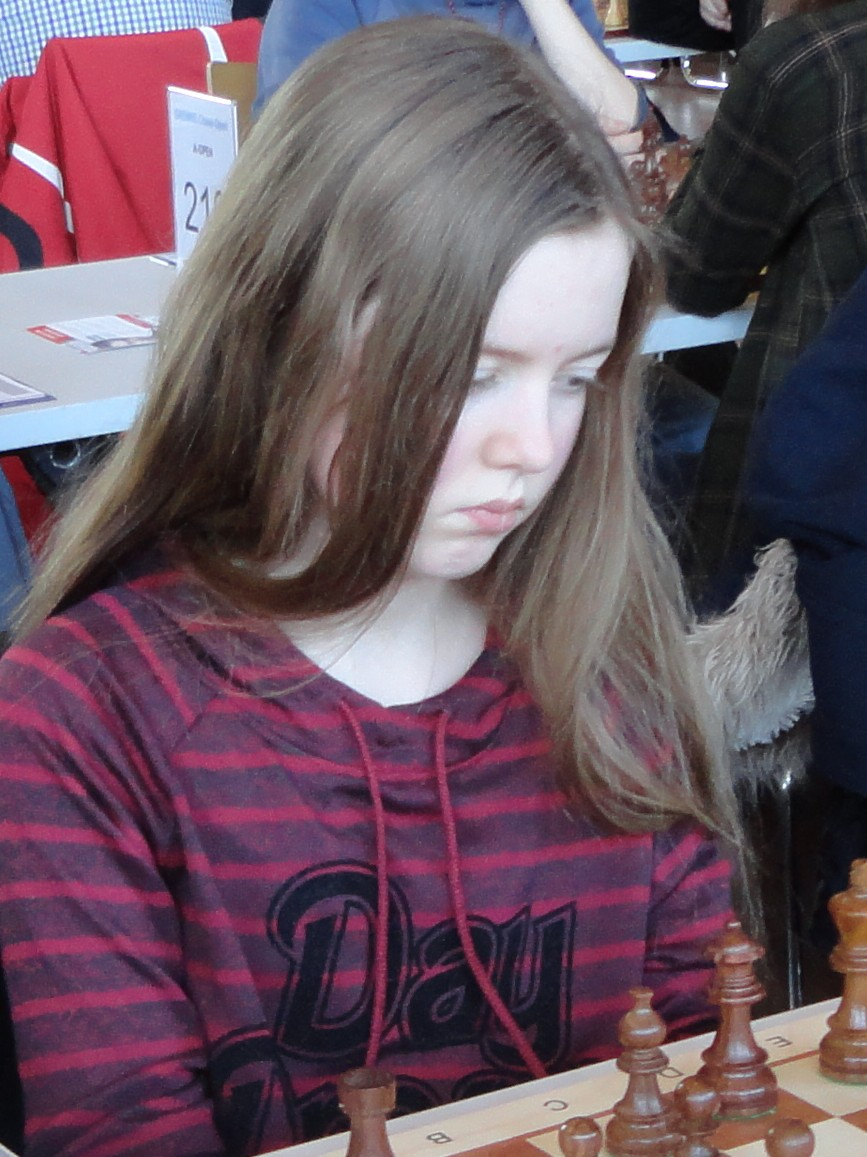
Annmarie Mütsch

Gruppe A: Sandra Ulms (Schachgemeinschaft Leipzig)

Gruppe B: Daniela Drose (Aachener Schachverein 1856 e. V.)

Gruppe C: Sarah Hund (SK Freiburg Zähringen 1887 e. V.)

Gruppe D: Annmarie Mütsch (SC Eppingen)

Gruppe E: Susanne Röhr (Potsdamer SV Mitte e. V.)

Gruppe F: Nina Kunisch (TV-Großostheim 1900 e. V.)
spezielle Weblinks zu den Austragungsorten 2014/15
- Bad Soden am Taunus
- Magdeburg
- Aalen
- Hamburg
- Brühl-Köln
- Kassel
- Wiesbaden-Niedernhausen

Qualifikationsturniere
- 23.–25. Oktober 2015 Bad Soden am Taunus
- 20.–22. November 2015 Magdeburg
- 18.–20. Dezember 2015 Aalen
- 8.–10. Januar 2016 Hamburg
- 5.–7. Februar 2016 Brühl (Rheinland)
- 15.–17. April 2016 Kassel

Das Finale
- 26.–28. Mai 2016 Halle (Saale)

Amateurmeister
Gruppe A: Thomas Höfelsauer (SK München Südost e. V.)

Gruppe B: Bruno Kreyssig (Schachgemeinschaft Leipzig)

Gruppe C: Manfred Berner (Schachfreunde 1932 Kelkheim)

Gruppe D: Klaus Künitz (TSV Schott Mainz)

Gruppe E: Leonhard Thomas (SV Fellbach)

Gruppe F: Hannes Helbig (SF Sasel von 1947)
Amateurmeister der Frauen
Gruppe A: Barbara Hund (SK Freiburg Zähringen 1887 e. V.)

Gruppe B: Lara Schulze (SK Lehrte von 1919 e. V.)

Gruppe C: Christine Giebel (USC Magdeburg)

Gruppe D: Karina Tobianski (SF Sasel 1947)

Gruppe E: Ditte Müller (Rostock)

Gruppe F: Phuong Thao Vivien Nguyen (USV TU Dresden)
spezielle Weblinks zu den Austragungsorten 2015/16
- Bad Soden am Taunus
- Magdeburg
- Aalen
- Hamburg
- Brühl-Köln
- Kassel
- Halle

Qualifikationsturniere
- 28.–30. Oktober 2016 Bad Soden am Taunus
- 25.–27. November 2016 Magdeburg
- 16.–18. Dezember 2016 Aalen
- 6.–8. Januar 2017 Hamburg
- 24.–26. Februar 2017 Brühl (Rheinland)
- 31. März – 2. April 2017 Kassel

Das Finale
- 15.–17. Juni 2017 Niedernhausen

Amateurmeister

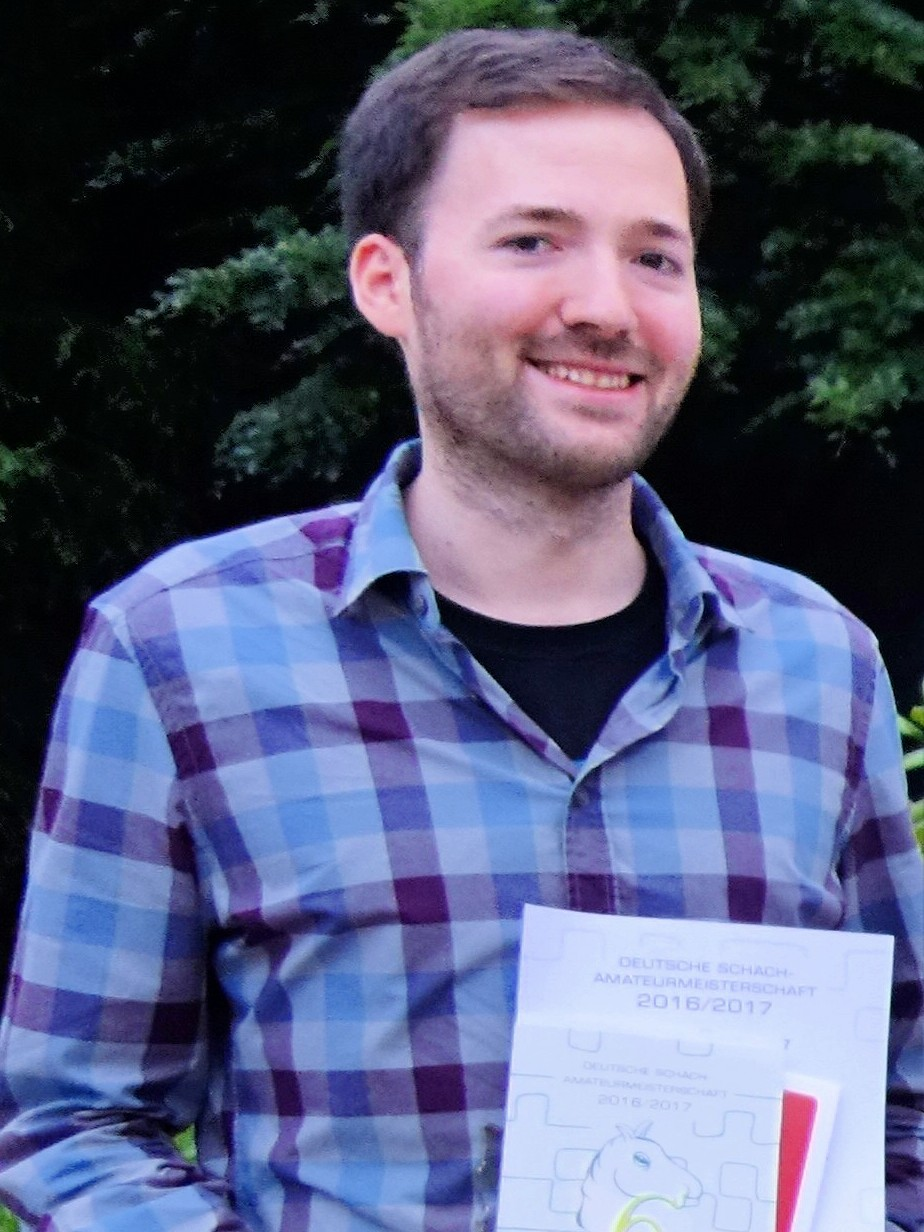
Derek Gaede (2017)

Gruppe A: Derek Gaede (Hamburger SK von 1830 e. V.)

Gruppe B: Jana Schneider (Spvgg 1946 e. V. Stetten)

Gruppe C: Tobias Röhr (USV Potsdam e. V.)

Gruppe D: Jürgen Grötzbach (SF Sasel 1947)

Gruppe E: Pascal Besancon (Schachklub Weida)

Gruppe F: Anke Schönfeld (SV Grün-Weiß Niederwiesa)
Amateurmeister der Frauen
Gruppe A: Fiona Sieber (SG Aufbau Elbe Magdeburg)

Gruppe B: Jana Schneider (Spvgg 1946 e. V. Stetten)

Gruppe C: Christine Giebel (USC Magdeburg)

Gruppe D: Felicitas Ophelia Köllner (Schachverein Bergneustadt/Dersch)

Gruppe E: Victoria Wagner (Erfurter Schachklub)

Gruppe F: Anke Schönfeld (SV Grün-Weiß Niederwiesa)
spezielle Weblinks zu den Austragungsorten 2016/17
- Bad Soden am Taunus
- Magdeburg
- Aalen
- Hamburg
- Brühl-Köln
- Kassel
- Niedernhausen

Qualifikationsturniere
- 27.–29. Oktober 2017 Niedernhausen
- 17.–19. November 2017 Magdeburg
- 15.–17. Dezember 2017 Aalen
- 5.–7. Januar 2018 Hamburg
- 9.–11. Februar 2018 Brühl (Rheinland)
- 23.–25. März 2018 Kassel
- 27.–29. April 2018 München

Das Finale
- 31. Mai – 2. Juni 2018 Leipzig

Amateurmeister
Gruppe A: Frederik Svane (Lübecker SV von 1873)

Gruppe B: Ralf Schöngart (SF Buxtehude)

Gruppe C: Jovana Miljkovic (SV Lingen)

Gruppe D: Jean-Pierre Fuß (Schachverein Turm Sankt Augustin)

Gruppe E: Johann Schwank (SC Diogenes e. V.)

Gruppe F: Margarethe Wagner (Erfurter Schachklub)

Gruppe G: Sivaram Nalliboyana (Schachverein Eichlinghofen 1935)
Amateurmeister der Frauen
Gruppe A: Carmen Voicu-Jagodzinsky (Schachverein Hemer 1932)

Gruppe B: Sarah Hund (SK Freiburg-Zähringen 1887 e. V.)

Gruppe C: Jovana Miljkovic (SV Lingen)

Gruppe D: Susan Reyher (Schachclub Oranienburg e. V.)

Gruppe E: Victoria Wagner (Erfurter Schachklub)

Gruppe F: Margarethe Wagner (Erfurter Schachklub)

Gruppe G: Katerina Bräutigam (SV VHS Rendsburg)
spezielle Weblinks zu den Austragungsorten 2017/18
- Niedernhausen
- Magdeburg
- Aalen
- Hamburg
- Brühl-Köln
- Kassel
- München
- Leipzig

Qualifikationsturniere
- 16.–18. November 2018 Lahnstein
- 21.–23. Dezember 2018 Dresden
- 4.–6. Januar 2019 Potsdam
- 25.–27. Januar 2019 Magdeburg
- 8.–10. Februar 2019 Hamburg
- 1.–3. März 2019 Bad Wildungen
- 29.–31. März 2019 Darmstadt

Das Finale
- 30. Mai – 1. Juni 2019 Magdeburg

Amateurmeister
Gruppe A: Carmen Voicu-Jagodzinsky (Schachverein Hemer 1932)

Gruppe B: Diyor Bakiev (SV 1934 Ffm-Griesheim)

Gruppe C: Michael Domnick (Turnverein Witzhelden 1884 e. V.)

Gruppe D: Michael Heid (Frankfurt)

Gruppe E: Aleksandr Markosyan (SG Turm Idstein)

Gruppe F: Hussain Besou (LSV Turm Lippstadt)

Gruppe G: Yaron Paul (SF Korbach)
Amateurmeister der Frauen
Gruppe A: Carmen Voicu-Jagodzinsky (Schachverein Hemer 1932)

Gruppe B: Irina Bräutigam (SV VHS Rendsburg)

Gruppe C: Elisa Reuter (SV Empor Erfurt)

Gruppe D: Claudia Münstermann (SC Weisse Dame e. V.)

Gruppe E: Malina Lange (SV Mattnetz Berlin)

Gruppe F: Stefanie Birke (FC Nordhalben)

Gruppe G: Sophia Elter (Berlin)
spezielle Weblinks zu den Austragungsorten 2018/19
- Koblenz-Lahnstein
- Dresden
- Potsdam
- Magdeburg
- Hamburg-Bergedorf
- Bad Wildungen
- Darmstadt
- Magdeburg

Qualifikationsturniere
- 18.–20. Oktober 2019 Dresden
- 20.–22. Dezember 2019 Düsseldorf
- 3.–5. Januar 2020 Potsdam
- 31. Januar –  2. Februar 2020 Hamburg
- 28. Februar – 1. März 2020 Bad Wildungen
- 1
- 2

Das Finale
- 7.–9. Oktober 2021 Magdeburg

Amateurmeister
Gruppe A: Jürgen Peist (Herforder Schachverein Königsspringer)

Gruppe B: Keyvan Farokhi (SK Doppelbauer Kiel)

Gruppe C: Fabian Skoerys (Ratinger Schachklub 1950)

Gruppe D: Max Teschke (SV Mattnetz Berlin e. V.)

Gruppe E: Laurin Jahnz (SK König Tegel e. V.)

Gruppe F: Michail Gkegkas (SC Heitersheim)

Gruppe G: Arvid Schaudienst (TSG Oberschöneweide e. V.)
Amateurmeister der Frauen
Gruppe A: Titel nicht vergeben

Gruppe B: Sarah Hund (SK Freiburg-Zähringen 1887 e. V.)

Gruppe C: Elisa Reuter (SV Empor Erfurt)

Gruppe D: Sarah Peglau (Schachzentrum Seeblick e. V.)

Gruppe E: Fenja Goetz (SK Bad Homburg 1927)

Gruppe F: Alexandra Glowiak (Schachfreunde Bischofswerda)

Gruppe G: Karolina Kosak (SV Frankfurt Nord 1926)
spezielle Weblinks zu den Austragungsorten 2019/20
- Dresden
- Düsseldorf
- Potsdam
- Hamburg-Bergedorf
- Bad Wildungen
- Magdeburg

Qualifikationsturniere
- 08.–10. April 2022 Potsdam
- 17.–19. Juni 2022 Darmstadt
- 01.–03. Juli 2022 Hamburg
- 29.–31. Juli 2022 Willingen

Das Finale
- 18.–20. August 2022 Magdeburg

Amateurmeister
Gruppe A: Cliff Wichmann (ESV Nickelhütte Aue)

Gruppe B: Hussain Besou (LSV Turm Lippstadt)

Gruppe C: Margarethe Wagner (SC 1868 Bamberg)

Gruppe D: Benjamin Grön (SF Korbach)

Gruppe E: Richard Schier (Berlin)

Gruppe F: Mats Lennart Siol (Schach-Klub Tönsberg Oerlinghaus)

Gruppe G: Kyrylo Borsuk (Dnipro)
Amateurmeister der Frauen
Gruppe A: Antonia Ziegenfuß (ESV Rot-Weiß Göttingen)

Gruppe B: Charis Peglau (Schachzentrum Seeblick e. V.)

Gruppe C: Margarethe Wagner (SC 1868 Bamberg)

Gruppe D: Anna-Louise Nötzel (SC Borussia Lichtenberg)

Gruppe E: Laura Sophie Bauer (SC Sulzbach-Rosenberg)

Gruppe F: Cynthia Yumi Kraft (Hamburger SK von 1830 eV)

Gruppe G: Lilian Schirmbeck (Schachklub Halle 1946 e. V.)
spezielle Weblinks zu den Austragungsorten 2022
- Potsdam
- Darmstadt
- Hamburg
- Willingen
- Magdeburg

Qualifikationsturniere
- 02.12.–04.12.2022   Hamburg
- 06.01.–08.01.2023   Potsdam
- 27.01.–29.01.2023   Bad Wildungen
- 17.02.–19.02.2023   Magdeburg
- 03.03.–05.03.2023   Koblenz-Lahnstein
- 24.03.–26.03.2023   Düsseldorf
- 14.04.–16.04.2023   Darmstadt

Das Finale
- 27.07.–29.07.2023   Bad Wildungen

Amateurmeister
Gruppe A: John Heinrich (SV Lengefeld)

Gruppe B: Kevin Kesselmeier (SK Blauer Springer Paderborn 1926 e. V.)

Gruppe C: Max Weidenhöfer (SAbt SV Werder Bremen)

Gruppe D: Luka Xue (Schachverein Hemer 1932 e. V.)

Gruppe E: Oleg Derr (VSG 1880 Offenbach)

Gruppe F: Maximilian Houben (Schachverein Turm Bergheim 25 e. V.)

Gruppe G: Maik Löwen (Schachclub Porta Westfalica 1950)
Amateurmeister der Frauen
Gruppe A: Ulrike Rößler (SC 1994 Oberland)

Gruppe B: Lisa-Marie Möller (Düsseldorfer Schachklub 14/25 e. V.)

Gruppe C: Estelle Morio (SK Landau)

Gruppe D: Laura Sophie Bauer (SK Kelheim 1920)

Gruppe E: Julia Wagner (Muldental Wilkau-Haßlau)

Gruppe F: Linnea John (SC Weisse Dame e. V.)

Gruppe G: Jenny Gruen (Schachklub Münster 32 e. V.)
spezielle Weblinks zu den Austragungsorten 2022/23
- Hamburg
- Potsdam
- Bad Wildungen
- Magdeburg
- Koblenz-Lahnstein
- Düsseldorf
- Darmstadt
- Bad Wildungen (Finale)

Qualifikationsturniere
- 16.12. - 18.12.2023   Düsseldorf
- 05.01. - 07.01.2024   Potsdam
- 26.01. - 28.01.2024   Bad Wildungen
- 09.02. - 11.02.2024   Stuttgart
- 01.03. - 03.03.2024   Magdeburg
- 19.04. - 21.04.2024   Darmstadt
- 24.05. - 26.05.2024   Travemünde

Das Finale
- 01.08. - 03.08.2024   Bad Wildungen

Amateurmeister
Gruppe A: Carmen Voicu-Jagodzinsky (Schachverein Hemer 1932 e. V.)

Gruppe B: Adrian Kamp (Schachklub Münster 32 e. V.)

Gruppe C: Oleg Derr (VSG 1880 Offenbach)

Gruppe D: Timo Boldt (SC Kreuzberg e. V.)

Gruppe E: Vitaliy Sviridov (SG Königslutter)

Gruppe F: Richard Sniegowski (Meuselwitzer SV)

Gruppe G: Philipp Enns (SF 90 Spraitbach e. V.)
Amateurmeister der Frauen
Gruppe A: Carmen Voicu-Jagodzinsky (Schachverein Hemer 1932 e. V.)

Gruppe B: Michelle Trunz (Schachgemeinschaft Porz e. V.)

Gruppe C: Katharina Reinecke (SK Langen)

Gruppe D: Valentina Neumeier (SK Kelheim 1920)

Gruppe E: Christina Marx (Schachfreunde Hillscheid e. V.)

Gruppe F: Laura Marie Rössling (Schachzwerge Magdeburg)

Gruppe G: Emma Charlotte Börner (SV Hellas Nauen e. V., Abt. Schach)
spezielle Weblinks zu den Austragungsorten 2023/24
- Düsseldorf
- Potsdam
- Bad Wildungen
- Stuttgart
- Magdeburg
- Darmstadt
- Travemünde
- Bad Wildungen (Finale)

Qualifikationsturniere
- 22.11. - 24.11.2024   Bad Wildungen
- 20.12. - 22.12.2024   Bonn
- 03.01. - 05.01.2025   Potsdam
- 17.01. - 19.01.2025   Ingolstadt
- 28.02. - 02.03.2025   Dresden
- 04.04. - 06.04.2025   Magdeburg
- 23.05. - 25.05.2025   Travemünde

Das Finale
- 17.07. - 19.07.2025   Bad Wildungen

Amateurmeister
Gruppe A: Benjamin Wagner (SG AE Magdeburg)

Gruppe B: Ryszard Cwiek (Mannheim)

Gruppe C: Elman Tariverdiyev (DJK St. Josef Aachen)

Gruppe D: Lilian Schirmbeck (SK Halle 1946)

Gruppe E: Johannes Thum (SC Ramstein-Miesenbach)

Gruppe F: Iven Unruh (SV Turm Drolshagen)

Gruppe G: Max Kruse (Dresden)
Amateurmeister der Frauen
Gruppe A: Titel nicht vergeben

Gruppe B: Ulrike Rößler (SC 1994 Oberland)

Gruppe C: Alica Hövelmann (SV Turm Hohenlimburg)

Gruppe D: Lilian Schirmbeck (SK Halle 1946)

Gruppe E: Julia Fruth (USV TU Dresden)

Gruppe F: Elena Simon (Schachforum Darmstadt)

Gruppe G: Mathilda Bächle (Chemie Weißensee)
spezielle Weblinks zu den Austragungsorten 2024/25
- Bad Wildungen
- Bonn
- Potsdam
- Ingolstadt
- Dresden
- Magdeburg
- Travemünde
- Bad Wildungen (Finale)